# Hawaiian Poi Dog
Der Hawaiian Poi Dog ist eine ausgestorbene Hunderasse aus Hawaii (USA).

## Herkunft und Geschichtliches
Bei der polynesischen Besiedelung Hawaiis vor etwa 1000 Jahren brachten die Einwanderer auch ihre Hunde mit, die der Obhut der Frauen unterstanden. Die Hunde dienten sowohl als Nahrungsquelle als auch als Glücksbringer: Bei der Geburt eines Kindes bekam es einen Welpen geschenkt. Starb das Kind vor dem Hund, wurde der Hund getötet und mit begraben. Starb der Hund zuerst, wurde aus dessen Zähnen eine Halskette gefertigt, die das Kind weiter schützen sollte. Die Hunde wurden ausschließlich vegetarisch ernährt und mit Poi gemästet, einer Paste aus gebackener Tarowurzel.
Schon James Cook beschrieb in einem seiner Reiseberichte 1779: „Die Poi Dogs bellen selten, treten in vielen Farben auf und werden zusammen mit den Schweinen gehalten (die gleichfalls die Doppelrolle spielen: Spielgefährte und Fleischlieferant)“. Die Schriftstellerin Elinor DeWire berichtete, dass es nicht selten vorkam, dass ein Hund morgens noch ein Spielkamerad war, abends aber geschlachtet und verspeist wurde.
Anfang des 19. Jahrhunderts kam es zu Vermischungen mit anderen Hunden, reinrassige Exemplare gab es kaum noch. Es wurde versucht, im Zoo von Honolulu die Rasse zu rekonstruieren, der Versuch wurde aber nach 12 Jahren eingestellt.
Die Hunde werden als lethargisch und wenig intelligent beschrieben. Inzwischen steht die Bezeichnung Poi dog in Hawaii eher für Mischlingshunde als für eine Hunderasse. Es gibt jedoch auch Autoren, die davon ausgehen, dass Poi dogs nie eine Rasse waren, sondern durch ihre Haltung (Mast mit Poi) und Verwendung gekennzeichnet waren: „The term ‚poi dog‘, according to Kinney and Pukui, did not mean any special breed of dog, but a dog fattened for chiefs and favorites with poi to improve the taste.“